# Światowe Towarzystwo Medyczne
Światowe Towarzystwo Medyczne (ang. World Medical Association, WMA) – niezależna i największa organizacja lekarska na świecie, zrzeszająca krajowe organizacje lekarskie z ponad 100 państw świata. Założona 18 września 1947 roku przez przedstawicieli z 28 państw podczas pierwszego Zgromadzenia Ogólnego WMA w Paryżu. Od 2025 roku organizacja reprezentuje 115 krajowych towarzystw medycznych, skupiając ponad 10 milionów lekarzy.
Światowe Towarzystwo Medyczne utworzono dla zapewnienia niezależności lekarzy, umożliwienia swobodnej komunikacji jej członków, aktywnej współpracy w celu osiągnięcia konsensus w sprawach etyki lekarskiej i kompetencji zawodowych oraz promowania wolności zawodowej lekarzy na całym świecie. Dzięki tej współpracy organizacja przyczynia się do zapewnienia wysokiej jakości opieki medycznej, poszanowania istoty ludzkiej oraz poprawy jakości życia wszystkich ludzi na świecie.

## Zadania i cele WMA
Zadaniem organizacji jest służyć ludzkości, osiągając najwyższy poziom badań medycznych, etyki lekarskiej oraz opieki zdrowotnej dla wszystkich ludzi na świecie.

## Historia
Światowe Towarzystwo Medyczne zostało założone 18 września 1947 r., gdy lekarze z 28 różnych państw spotkali się na Pierwszej Sesji Ogólnej WMA w Paryżu. Pomysł utworzenia tej organizacji wyszedł od Brytyjskiego Towarzystwa Medycznego (British Medical Association) w 1945 roku, na spotkaniu zorganizowanym w Londynie. Zaproponowano powstanie nowej międzynarodowej organizacji medycznej zastępując dotychczasowy Międzynarodowy Związek Zawodowy Lekarzy – „l'Association Professionnelle Internationale des Médecins”, który musiał zawiesić swoją działalność z powodu II wojny światowej.
Aby ułatwić wsparcie finansowe swoich stowarzyszeń członkowskich, w 1948 roku, Zarząd Główny, znany Radą, powołał Sekretariat Światowego Towarzystwa Medycznego (WMA Sekretariat) w Nowym Jorku, którego zadaniem było zapewnienie ścisłej współpracy z Organizacją Narodów Zjednoczonych ONZ oraz jej różnymi organizacjami. Sekretariat WMA pozostał w Nowym Jorku do 1974 roku. Ze względów ekonomicznych oraz bliskiej współpracy z innymi międzynarodowymi organizacjami w Genewie (WHO, ILO, ICN, ISSA, itp.) został przeniesiony do Ferney-Voltaire we Francji, gdzie pozostaje do dziś. Członkowie WMA spotykają się co roku na dorocznym spotkaniu, które od 1962 roku nazywa się Światowym Kongresem Lekarzy – „World Medical Assembly”.
Od początku istnienia Światowe Towarzystwo Medyczne pracowało na rzecz etyki medycznej „lokalnie i na całym świecie”, W tym celu ustalił etyczne wytyczne dla wszystkich lekarzy na świecie. W 1946 roku został powołany komitet mający przygotować nowy Kodeks Etyki Lekarskiej, dla wszystkich lekarzy na świecie, mających otrzymać dyplom lekarza. Jednak dopiero po dwóch latach intensywnych prac opracowano nowożytne brzmienie starożytnej przysięgi Hipokratesa. Poprawioną przysięgę przyjęto podczas 2. Sesji Ogólnej Światowego Stowarzyszenia Lekarzy w Genewie we wrześniu 1948 roku i nazwano „Deklaracją genewską”.
Również podczas tej samej Sesji Ogólnej otrzymano raport „o zbrodniach wojennych i medycynie”. To skłoniło Radę Światowego Towarzystwa Medycznego do powołania nowej komisji, której zadaniem było przygotowanie Międzynarodowego Kodeksu Etyki Lekarskiej, który po wielu dyskusjach, został zatwierdzony w 1949 roku przez 3. Sesję Ogólną.
Nawet po przyjęciu tych dwóch dokumentów, WMA było informowane o naruszaniach etyki lekarskiej, zbrodniach popełnionych przez lekarzy w czasie wojny, nieetycznych eksperymentach na ludziach oraz wielu innych problemach w dziedzinie etyki lekarskiej i prawa medycznego. Ta informacja spowodowała, że Rada ustanowiła w 1952 r. stały Komitet ds. Etyki Medycznej.

## Relacje WMA z Naczelną Izbą Lekarską
Naczelna Izba Lekarska (NIL) była jednym z założycieli WMA w 1947 r., jednak jego członkiem była tylko do 1949 r. Po roku 1949 zadania polskiego samorządu lekarskiego przejęło częściowo Polskie Towarzystwo Lekarskie. Naczelna Izba Lekarska ponownie została członkiem WMA w 2009 r.

Przedstawiciele polskiego samorządu lekarskiego uczestniczą w spotkaniach Światowego Towarzystwa Medycznego (Walnych Zgromadzeniach, posiedzeniach Rady, spotkaniach grup roboczych – m.in. Konferencjach Ekspertów w sprawie rewizji Deklaracji Helsińskiej określającej etyczne zasady prowadzenia badań medycznych z udziałem ludzi).
Biura NIL oraz WMA pozostają w ścisłym kontakcie, informując się wzajemnie o podejmowanych działaniach oraz rozpowszechniając materiały i dokumenty z tym związane.
- W latach 2011 – 2012 organizacja udzieliła poparcia dla działań polskich lekarzy związanych ze sprzeciwem środowiska lekarskiego wobec wprowadzonych przez władze państwowe zmian w zasadach refundacji leków[5].
- W roku 2013 WMA, w ślad za rekomendacją NIL, udzieliła poparcia organizatorom Ogólnopolskiego Programu Zwalczania Grypy[6].

## Struktura organizacyjna

### Walne Zgromadzenie – General Assembly
Głównym organem decyzyjnym organizacji jest Walne Zgromadzenie, które spotyka się raz do roku.
Składa się z członków delegacji z poszczególnych krajowych organizacji lekarskich, urzędników i członków Rady WMA oraz przedstawicieli członków stowarzyszonych (Associate Members – lekarzy, którzy chcą indywidualnie dołączyć do Światowego Towarzystwa Medycznego).

### Rada – Council
Walne Zgromadzenie co dwa lata wybiera Radę WMA, składającą się z przedstawicieli z sześciu regionów świata: Afryki, Azji, Europy, Ameryki Łacińskiej, Ameryki Północnej oraz Pacyfiku. Każdego roku Rada WMA wybiera Prezydenta, który jest honorowym przedstawicielem organizacji. Prezydent, Prezydent elekt i ustępujący Prezydent są upoważnieni do wypowiadania się w imieniu WMA i oficjalnego reprezentowania Towarzystwa. Co dwa lata, Rada, wykluczając Prezydium wybiera Przewodniczącego Rady, który jest politycznym szefem organizacji. Dyrektorem Naczelnym jednostek organizacyjnych jest Sekretarz Generalny, który jest powoływany przez Radę i pracuje w pełnym wymiarze czasu pracy. Obecnie funkcję tę pełni dr Otmar Kloiber.

### Sekretariat
Sekretariat organizacji (WMA Secretariat) znajduje się w Ferney-Voltaire we Francji, w pobliżu Genewy.

## Oficjalne języki
Od początku założenia oficjalnymi językami Towarzystwa są angielski, francuski i hiszpański.

## Członkostwo w WMA

Członkowie Zgromadzenia Ustawodawczego WMA – Mapa Świata

Organizacja ma następujące statusy członkostwa:
Członkowie Zgromadzenia Ustawodawczego (Constituent Membership), którzy reprezentują krajowe towarzystwa medyczne z różnych krajów świata.
Członkowie stowarzyszeni (Associate Membership) – są to indywidualni lekarze, którzy chcą przyłączyć się do Światowego Towarzystwa Medycznego. Mają prawo głosu i do uczestnictwa w Walnym Zgromadzeniu członków.

## Projekty
Organizacja jest aktywna na wielu polach, przede wszystkim nad:
- Etyką
- Prawami człowieka
- Zdrowiem publicznym
- Systemem opieki zdrowotnej

W skład prac dotyczących etyki wchodzą wszystkie deklaracje, rezolucje i oświadczenia, które mają pomóc krajowym stowarzyszeniom medycznym, rządom i innym międzynarodowym organizacjom na całym świecie. Dokumenty te obejmują szeroki zakres tematów: praw pacjenta, badania na ludziach, opieka nad chorymi i rannymi w czasie konfliktu zbrojnego, torturowanie więźniów, stosowanie i nadużywanie leków, planowanie rodziny i zanieczyszczenie środowiska.
Światowe Towarzystwo Medyczne działa także w następujących obszarach:
- Edukacja medyczna
- Planowanie zasobów ludzkich w opiece zdrowotnej
- Bezpieczeństwo pacjentów
- Kierownictwo i rozwój kariery
- Prawa pacjentów i lekarzy
- Bezpieczeństwo i higiena pracy
- Wspieranie demokracji wśród nowych stowarzyszeń medycznych
- Zasady dotyczące zdrowia publicznego[9]

WMA pracuje również nad Programami Edukacyjnymi takimi jak: kurs medycyny więziennej, kurs przypominający dot. gruźlicy, kurs etyki oraz kurs dot. oporności drobnoustrojów (we współpracy z Uniwersytetem im. George’a Masona oraz the International Society for Microbial Resistance)

## Publikacje
WMA regularnie publikuje następujące dokumenty, dostępne również w wersji elektronicznej
- The World Medical Journal
- The WMA Medical Ethics Manual
- The World Medical and Health Policy Journal
- Caring Physicians of the World
- Toolkits
- Background Documents

## Oficjalni partnerzy
Organizacja utrzymuje oficjalne stosunki i sojusze z innymi stowarzyszeniami pracowników służby zdrowia, agencjami rządowymi i pozarządowymi oraz regionalnymi towarzystwami medycznymi wspierającymi prace WMA, nad zapewnieniem najlepszej możliwej opieki zdrowotnej dla pacjentów na całym świecie.
WMA utrzymuje oficjalne stosunki ze Światową Organizacją Zdrowia (WHO), z Organizacją Narodów Zjednoczonych (ONZ) oraz wieloma organizacjami i programami ONZ bezpośrednio dotyczącymi kwestii zdrowia lub których zakres dotyczy problematyki zdrowotnej, są to:
- Wspólny Program Narodów Zjednoczonych Zwalczania HIV i AIDS (UNAIDS)
- Międzynarodowa Organizacja Pracy (ILO)
- Międzynarodowa Organizacja ds. Migracji (IMO)
- Organizacja Narodów Zjednoczonych do Spraw Oświaty, Nauki i Kultury (UNESCO)
- Fundusz Narodów Zjednoczonych na rzecz Dzieci (UNICEF)
- Organizacja Narodów Zjednoczonych do spraw Wyżywienia i Rolnictwa (FAO)
- Wysoki Komisarz Narodów Zjednoczonych do spraw Uchodźców (UNHCR)
- Program Środowiskowy Organizacji Narodów Zjednoczonych (UNEP)
- Komitet Ekonomiczny i Socialny Organizacji Narodów Zjednoczonych (ECOSOC)

Poniżej przedstawiony jest przegląd najważniejszych partnerów WMA.
Centra akademickie (Centra współpracujące z WMA):
- The Center for Global Health and Medical Diplomacy, University of North Florida na Medical Leadership and Medical Diplomacy,
- The Center for the Study of International Medical Policies and Practices -CSIMPP, George Mason University (Fairfax, Virginia), na Microbial Resistance and development of public (health)policy
- Instytut Etyki i Historii Medycyny, University of Tübingen
- Institut de droit de la santé, University of Neuchâtel w Szwajcarii
- Steve Biko Centre for Bioethics, University of the Wiltwatersrand, Johannesburg, Republika Południowej Afryki

Firmy współpracujące:
- Bayer AG
- Eli Lilly and Company
- GlaxoSmithKline
- Pfizer

Partnerzy edukacyjni:
- Health Sciences Online HSO
- Health InterNetwork (HINARI)

Organizacje międzynarodowe:
- Amnesty international
- International Federation of Associations of Pharmaceutical Physicians – IFAPP
- International Federation of Pharmaceutical Manufacturers & Associations IFPMA
- International Hospital Federation – IHF
- International Rehabilitation Council for Torture Victims – IRCT
- Physicians for Human Rights – PHR
- International Society for Health and Human Rights – ISHHR
- World Health Editors’ Network – WHEN
- Public Service International – PSI
- World Self-Medication Industry – WSMI

Studenci medycyny:
- International Federation of Medical Students' Associations (IFMSA)[12], w Polsce reprezentowana przez Międzynarodowe Stowarzyszenie Studentów Medycyny IFMSA-Poland[13]

Organizacje pacjentów:
- International Alliance of Patients’ Organizations – IAPO

Organizacje zawodowe:
- World Health Professions Alliance – WHPA
- World Dental Federation – FDI
- International Pharmaceutical Federation – FIP
- International Council of Nurses – ICN
- Guidelines International Network – G-I-N
- International Confederation of Midwives – ICM
- International Council of Medical Scientific Organizations CIOMS
- International Federation of Physiotherapists – WCPT
- Medical Women’s International Association – MWIA
- World Federation for Medical Education – WFME
- World Psychiatric Association – WPA
- World Veterinary Association – WVA (MOU mutually signed by the WVA and WMA on 12 October 2012)
- One Health Initiative
- Międzynarodowy Komitet Czerwonego Krzyża – ICRC
- Międzynarodowa Federacja Towarzystw Czerwonego Krzyża i Czerwonego Półksiężyca – IFRC

Regionalne stowarzyszenia medyczne:
- African Medical Association – AfMA
- Confederation of Medical Associations of Asia and Oceania – CMAAO
- Conference of the Central and East European Chambers
- European Forum of Medical Associations and EFMA/WHO
- Forum of Ibero-American Medical Associations – FIEME
- Medical Association of South East Asian Nations – MASEAN
- Medical Confederation of Latin-America and the Caribbean – CONFEMEL
- Standing Committee of European Physicians – CPME